# Veliki Rastovac
Veliki Rastovac – wieś w Chorwacji, w żupanii virowiticko-podrawskiej, w gminie Crnac. W 2011 roku liczyła 238 mieszkańców.